# Водочный завод М. А. Попова
 Водочный завод М. А. Попова — предприятие по производству алкогольных напитков в дореволюционной России.

## История
В 1863 году губернский секретарь, купец 2 гильдии Михаил Александрович Попов открыл в Москве, в 6 квартале Якиманской части водочный завод. В 1871 году предприятие было перенесено в Тверскую часть, около Большого Каменного моста.
Новое помещение было укомплектовано паровым котлом, паровым насосом в две лошадиные силы, двумя медными насосами для приготовления эссенций, 5 печами для обжигания угля, котлом для воды. В очистительном отделении было 15 перегонных аппаратов. На заводе трудилось 45 сотрудников.
В Лебяжьем переулке были возведены заводские склады. Фирма производила очищенное столовое вино, наливки и водки. Благодаря высокому качеству, продукция Попова начала пользоваться популярностью у потребителей. После участия во Всероссийской промышленно-художественной выставке 1882 года фирма удостоилась размещения на продукции государственного герба.
К 1879 году завод производил столового вина высшего сорта 8 тысяч вёдер на 48 тысяч рублей, других вин — 370 тысяч вёдер на 1, 665 млн рублей, водок — 5 тысяч вёдер на 30 тысяч рублей. Суммарная прибыль составила 1, 743 млн.
После смерти Михаила Александровича Попова завод перешёл к его супруге, Ирине Сергеевне. Качество продукции упало, и среди москвичей продукция завода начала именоваться «вдовьей слезой».
В 1887 году завод за 500 тысяч рублей был продан братьям Протопоповым — Константину, Николаю и Степану. Братья учредили Торговый дом «Степан Протопопов с братьями». Юридическое название было «Товарищество водочного завода и складов преемников вдовы М. А. Попова». Помимо приобретённого водочного завода, им принадлежал воско-белильный завод у Калужской заставы, водочный в Тверской части и и свечной в Хамовниках. Водочный завод, приобретённый братьями Протопоповыми в 1882 году, был укомплектован современным оборудованием, но производил напитки низкого качества и не получал наград.
Братья Протопоповы и братья Четвериковы учредили торговый дом «Товарищество водочного завода и складов вдовы М. А. Попова». В периодической прессе вышла статья с заголовком «Загробный водочный заводик». Качество продукции братьев Протопоповых, производимых на бывшем заводе Попова также было невысоким. Использование братьями имени Попова при производстве низкокачественной продукции привело к ряду прошений к московскому генерал-губернатору о запрете производства Протопоповыми водки под маркой Поповых. В прошении фигурировали городской голова Н. Алексеев и председатель Совета торговли и мануфактуры Н. Найдёнов, приходившиеся Протопоповым родственниками. Прошение было подписано анонимом.
Для увеличения продаж Протопоповы наклеивали на свою продукцию этикетки с наградами, которые никогда не были получены фирмой. Это привело к новой волне жалоб со стороны конкурентов и трактирщиков из-за дискредитации значения всероссийских выставок. Городские власти вынесли требование к фирме Протопоповых об утверждении формы этикеток и установили контроль за типографиями, печатавшими рекламную продукцию для фирмы.
Уставной капитал фирмы составил 500 тысяч рублей. Он был разделён между 5 дольщиками. Часть Четвериковых была выкуплена и разделена между членами семьи Протопоповых.
В 1891 году фирма в собственном доме в Пречистенской части открыла углеобжигательный завод.
После скандала с этикетками фирма начала разрастаться. В Лебяжьем переулке был водочный завод. Рядом с ним (со стороны Ленивки) был возведён винный склад, жилой дом с квартирами и очистное и паровое отделение.
В 1898 году баланс фирмы составлял более 3 миллионов рублей. К 1901 году баланс уменьшился до 1 млн 296 тысяч. Тогда же товарищество было ликвидировано.
Впоследствии помещения фирмы арендовал крестьянин В. Ф. Зимулин, впоследствии прославившийся коньяками, продававшимися в бутылках, расписанных вручную.